# Mont Machine
Le mont Machine (待根山, Machine-yama) est une montagne des monts Kabato culminant à 1 002 m d'altitude à la limite des villes de Tōbetsu et Shintotsukawa dans la sous-préfecture de Sorachi en Hokkaidō au Japon. Le mont Machine tient son nom du mot matne-sir de la langue aïnou  qui signifie « terre femelle ». Le nom du mont Pinneshiri voisin signifie « terre mâle ».
Le mont Pinneshiri, le mont Kamuishiri et le mont Machine sont ensemble appelés « les trois montagnes de Kabatoe » (樺戸三山, Kabato Sanzan).